# 上島町立生名小学校
上島町立生名小学校（かみじまちょうりつ いきなしょうがっこう 英称:Kamijima Town Munipical Ikina Elementary School）は、愛媛県越智郡上島町生名に存在する公立小学校である。

## 沿革

### 開校以前
- 18xx年
  - 伊予松山藩と正福寺の僧による教育を実施。また、村上寛治による私塾でも教育を実施[1]。

### 開校以後
- 1876年(明治9年)
  - 7月8日 --- 生名村の正福寺境内に生名小学校が開校[1]。
- 1890年(明治25年)
  - 10月1日 -- 同校が現在地に移転[1]。
- 1941年(昭和16年)
  - 4月1日 --- 同校を生名国民学校と改称[1]。
- 1947年(昭和22年)
  - 4月1日 --- 同校を生名村立生名小学校と改称[注 1]。
- 1992年(平成4年)
  - 3月 ------- 同校現在地の改築校舎が完成[1]。
- 2004年(平成16年) 
  - 10月1日 -- 同校を上島町立生名小学校と改称[注 2]。

## 学区

### 通学区域
特別な事情がない限り、以下の町域に居住している児童総員が同校へ通学し上島町立弓削中学校へ進学することとなっている。
- 上島町生名

### 主要施設
- 上島町役場生名支所